# Барабанщиков, Пётр Иванович
Пётр Иванович Барабанщиков (1911—1991) — советский конструктор артиллерийских снарядов, лауреат Сталинской премии.
Родился 11 ноября 1911 года.
С 1930-х до 1970-х гг. работал в НИИ-24 (в наст. время - НИМИ им. В.В. Бахирева): инженер-конструктор, ведущий и главный конструктор, начальник отдела. Во время войны конструктор боеприпасов, принятых на вооружение:
- 76-мм бронебойно-трассирующий остроголовый снаряд к новой пушке образца 1943 г. ЗИС-5 (вместе с Д. П. Беляковым и А. Ф. Камаевым);
- 76-мм кумулятивный снаряд к полковым и дивизионным пушкам (вместе с И. П. Дзюбой).

В 1950-е гг. принимал участие в создании следующих видов вооружений:
- кумулятивно-осколочные снаряды к 100-мм противотанковой пушке Т-12 ;
- кумулятивные и осколочно-фугасные снаряды к танковой гладкоствольной пушке У-5ТС.

Сталинская премия 1951 года. Награждён орденами и медалями.
Похоронен на Новодевичьем кладбище (6 участок) рядом с тестем — Стефаном Иосифовичем Мрочковским.